# Крађа
Крађа је присвајање туђег власништва или услуга без дозволе власника.‍:1092–3 У праву се појам користи за све радње против имовине (обијање, крађе у радњама, упад, превара и сл). Ова реч се такође користи као неформални скраћени израз за нека криминална дела против имовине, као што су провале, проневере, пљачке, разбојништво, крађе у трговини, крађе у библиотекама и преваре (добијање новца под лажним изговором). У неким јурисдикцијама, крађа се сматра синонимом са разбојништвом; у другима је то преферентни термин. Особа која почињава крађу или учествује у крађи је позната као лопов или крадљивац.
Крађа је назив статуторног прекршаја у Калифорнији, Канади, Енглеској, Велсу, Хонгконгу, Северној Ирској, Републици Ирској,, аустралијским државама Јужна Аустралија, и Викторија, као и низу других држава.

## Врсте крађа
Крађа спада у кривична дела против имовине. је одузимање туђе покретне ствари од другог у намери да њеним присвајањем учинилац за себе или другог прибави противуправну имовинску корист. Субјект кривичног дела може бити свако лице које је починило кривично дело. Основна обележја овог кривичног дела су:
- радња - одузимање туђе покретне ствари у намери да се присвајањем исте за учиниоца или друго лице прибави противправна имовинска корист[13]
- објект дела – туђа покретна ствар
- намера учиниоца – да за себе или другог прибави, присвајањем ствари, противправну имовинску корист.

Извршење крађе може, међутим, бити праћено и неким другим, посебним околностима, као што су већа или мања вредност ствари која је предмет крађе, начин на који се крађа врши и околности под којима се врши, време извршења дела и друго. Ове околности утичу да се кривично дело крађе може појавити у лакшим и тежим облицима. Они су основ и за законско разликовање крађе на:
- обичну или просту
- тешку - ако се крађа врши на начин који се чини опасном или ако се при њеном извршењу користе посебна стања и невоље других или ако се врши у односу на културна добра. Нпр. под тешком крађом сматра се крађа за време поплаве, пожара[13]
- ситну - третира се као прекршај, односно лакше кажњиво дело као и непрописно понашање или мање повреде етичких кодекса, углавном се решава појављивањем код судије за прекршаје уместо у кривичном поступку, уз казну која је по правилу новчана или краћа казна затвора.[14]

## Предмет крађе
Објект крађе је туђа покретна ствар. Ствар је сваки предмет материјалне природе, који заузима одређени простор без обзира у каквом се агрегатном стању налази. У кривичноправном смислу, као ствар се сматра свака произведена или скупљена енергија за давање светлости, топлоте или кретања и телефонси импулси као и регистровани податак који је резултат поступка електронске обраде података – компјутерски податак и програм. Предмет крађе може бити само она ствар чијим се одузимањем може прибавити имовинска корист. Та корист може да произилази из саме вредности ствари (новац, уметничка слика, предмет опште употребе и сл.). Предмет крађе може бити и она ствар која по себи нема економску вредност, ако се њеном употребом може остварити имовинска корист. Ствари које се сматрају општим добром, односно које не могу бити у својини физичког или правног лица не могу бити предет крађе. То важи и за ствари за које се не зна чије су, односно за ствари које су напуштене. Одузимање туђе покретне ствари може се извршити на различите начине – отимањем, одношењем из неког затвореног простора, употребом принуде.

#### Крађа идентитета
Један од највећих феномена у злоупотреби приватности у данашње време је крађа идентитета, односно могућност да се злоупотребе туђи лични подаци, до којих се дође услед неодговорности, било власника или неког другог који их је поверио – банке, кадровске службе, државне администрације, било зарад имовинске користи, било да се другом нанесе штета.

#### Крађа деце
Заступљена је и крађа деце, углавном новорођенчади која би била продавана богатим породицама без деце. У СФРЈ се одигравала вишедеценијска крађа беба уз подршку криминалних елемената државне обавештајне службе. Предспоставља се да је на овај начин украдено и продато до 100.000 новорођенчади.

## Психологија
Могући узроци крађе укључују и економске и неекономске мотиве. На пример, дело крађе може бити одговор на починиочево осећање беса, туге, депресије, анксиозности, принуде, досаде, проблема моћи и контроле, ниског самопоштовања, осећаја да има право, настојања да се прилагоди или уклопи у са вршњачком групом, или побуне. Крађа са посла може се приписати факторима који укључују похлепу, перцепцију економске потребе, подршку зависности од дроге, одговор или освету за проблеме у вези са послом, рационализацију да дело заправо није крађа, одговор на опортунистичко искушење, или исти емоционални проблеми који могу бити укључени у било који други чин крађе.‍:438 Гроције и Пуфендорф су подржавали принцип да особа у крајњој и неизбежној потреби, која је узела из вишкова власника имовине, није крива за за кривично дело крађе.
Најчешћи разлози за крађу у радњи укључују учешће у организованом ланцу крађа у радњи, опортунистичку крађу, компулзивне радње крађе, тражење узбуђења, и крађу због потребе. Студије које се фокусирају на крађу у продавницама од стране тинејџера сугеришу да малолетници краду из разлога који укључују новост искуства, притисак вршњака, жељу да набаве робу коју малолетник не може легално да купи, из економских разлога, као и због самоугађања и побуне против родитеља.